# Найдёнов, Павел Андреевич
Павел Андреевич Найдёнов (30 ноября 1905, Екатеринослав, Екатеринославский уезд, Екатеринославская губерния, Российская империя — 27 марта 1967, Херсон, Херсонская область, Украинская ССР, СССР) — советский партийный, государственный и хозяйственный деятель. Депутат Верховного Совета СССР I—II созывов.

## Биография
Родился в семье рабочего листопрокатного цеха Екатеринославского завода Шодуар. Трудовую деятельность начал в 1920 году рассыльным в Амур-Нижнеднепровском районном комитете КП(б)У. В 1921—1924 годах — наёмник у зажиточного крестьянина села Ивня Обоянского района Курской губернии, затем рабочий в совхозе имени Ильича.
В 1924—1929 годах — опрессовщик Екатеринославского металлургического завода имени Коминтерна.
В декабре 1927 года вступил в ВКП(б).
С 1929 года — секретарь комитета ЛКСМУ Днепропетровского металлургического завода имени Коминтерна. В 1931 году окончил рабочий факультет и работал техником-исследователем в отделе экономики труда Днепропетровского металлургического завода.
В 1931—1933 годах — курсант Ворошиловградской школы молодых пилотов. В 1933—1934 годах — пилот-инструктор на Тушинском аэродроме города Москвы.
В 1934—1936 годах — заместитель начальника политического отдела Братолюбовской машинно-тракторной станции Долинского района Днепропетровской области. В 1936—1937 годах — заместитель директора по политической части Ульяновской машинно-тракторной станции Васильковского района Днепропетровской области.
В ноябре 1937 — феврале 1938 года — 2-й секретарь Васильковского районного комитета КП(б)У Днепропетровской области. В феврале — июне 1938 годах — 1-й секретарь Мелитопольского районного комитета КП(б)У Днепропетровской области.
В июне 1938 — 1939 годах — заведующий сельскохозяйственным отделом Днепропетровского областного комитета КП(б)У. В 1939 году — январе 1940 годах — секретарь Днепропетровского областного комитета КП(б)У по кадрам. В январе — июне 1940 годах — 3-й секретарь Днепропетровского областного комитета КП(б)У.
В июне 1940 — августе 1941 года — председатель исполнительного комитета Днепропетровского областного совета депутатов трудящихся.
С сентября 1941 — член Оперативной группы Военного совета Южного фронта. В ноябре 1941 — октябре 1943 года — член Военного совета 37-й армии. Участник Великой Отечественной войны.
В октябре 1943 — феврале 1944 года — председатель исполнительного комитета Днепропетровского областного совета депутатов трудящихся.
В феврале 1944 — ноябре 1947 года — 1-й секретарь Днепропетровского областного комитета КПУ.
В 1948—1950 годах — начальник Львовского областного управления лёгкой промышленности.
В октябре 1950 — марте 1955 года — заместитель председателя исполнительного комитета Львовского областного совета депутатов трудящихся.
В 1955—1957 годах — заместитель начальника объединения «Укргаз».
В июле 1957 — феврале 1960 года — заместитель председателя исполнительного комитета Херсонского областного совета депутатов трудящихся. В феврале 1960 — 1962 года — заместитель председателя Совета народного хозяйства Херсонского экономического административного района.
В 1962 — марте 1967 года — директор Херсонского «Совхозвинтреста».

## Звание
- полковник

## Награды
- два ордена Ленина
- орден Красного Знамени (1943)
- орден Отечественной войны 1-й ст. (1945)
- медали

## Ссылка
- Справочник по истории Коммунистической партии и Советского Союза 1898-1991.